# Piotr Chmielewski
Piotr Chmielewski (ur. 18 września 1970 w Lublinie) – polski kolarz, uczestnik mistrzostw świata i olimpijczyk.
Najważniejsze osiągnięcia wśród amatorów:
- mistrz Polski w jeździe indywidualnej na czas (1993, 1996)
- zwycięzca klasyfikacji górskiej w 50. Tour de Pologne
- wygranie etapu w Wyścigu Solidarności (1996)

Najważniejsze osiągnięcia wśród zawodowców:
- 2000
  - 1 na etapie Wyścig Solidarności i Olimpijczyków
  - 3 w Wyścigu Solidarności i Olimpijczyków
  - 3 Klasyk Racibórz 2.4 UCI
  - 3 Klasyk Zakopane - Poprad
  - Uczestnik Igrzysk Olimpijskich w Sydney
  - Uczestnik Mistrzostw Świata w Plouay (Francja)

- 2001
  - 1 Giro Del Capo (Republika Południowej Afryki)
  - 1, 2 i 4 Etap Giro Del Capo (Republika Południowej Afryki)
  - 1 Prolog Cycliste De Beauce 2.4 UCI
  - 6 Cycliste De Beauce 2.4 UCI
  - 4 Wyścig Solidarności i Olimpijczyków
  - 1 etap Idea Mazovia Tour + koszulka górala
  - 1 Klasyk Racibórz 2.4 UCI
  - 1 Klasyk Sucha Beskidzka 1.5 UCI
  - 1 etap Tour de Pologne
  - 12 Mistrzostwa Świata Jazda Na Czas (Portugalia)
  - 3x3, 4, 2x1 Etap Sun Tour + koszulka górala (Australia)

- 2002
  - 1 etap Wyścig Pokoju Jazda Drużynowa Na Czas 2.3 UCI
  - 3 Wyścig Pokoju
  - 3 i 4 Etap Giro Del Capo (Republika Południowej Afryki)
  - 3 Giro Del Capo (Republika Południowej Afryki)
  - 4 Mistrzostwa Polski Jazda Na Czas
  - 1 etap Małopolski Wyścig Górski

- 2003
  - 1 na etapie Idea Mazovia Tour
  - 1 ne etapie Małopolski Wyścig Górski
  - 4 Klasyk Sucha Beskidzka 1.5 UCI
  - 7 w Rota Do Marques (Portugalia) 2.3 UCI
  - 11 na etapie Giro d'Italia
  - 49 w Giro d'Italia

- 2004
  - 1 Klasyk Pomorski
  - 1 Okolo Slovenska
  - 1 Klasyfikacja górska w Wyścigu Solidarności
  - 7 Wachovia USPRO Championship

- 2005
  - 15 Veenendaal - Veenendaal

- 2006
  - 3 w Prix de la Ville de Nogent-sur-Oise (Francja)
  - 2 w XXI Ogólnopolski Wyścig Kolarski "O Puchar Wójta Gminy Chrząstowice"
  - 1 w XVII Memoriał Andrzeja Trochanowskiego
  - 8 w Pucharze Ministra Obrony Narodowej

- 2007
  - 1 w Lubelskim Wyścigu 3-majowym

- 2008
  - 1 w GP Mróz S.A.
  - 4 w Kryterium o Puchar Prezydenta Gdańska